# Mohammed Elewonibi
Mohammed Thomas David Elewonibi, detto Moe (Lagos, 16 dicembre 1965), è un ex giocatore di football americano nigeriano che ha giocato nel ruolo di offensive tackle nella National Football League (NFL) e nella Canadian Football League (CFL).
Al college giocò a football alla Brigham Young University.

## Carriera professionistica
Elewonibi fu scelto nel corso del terzo giro (77º assoluto) del Draft NFL 1991 dai Washington Redskins. Nella sua stagione da rookie vinse il Super Bowl XXVI battendo i Buffalo Bills. Nel 1995 passò ai Philadelphia Eagles con cui rimase per due stagioni. La seconda parte della carriera la passò nella CFL con BC Lions (1997-2000, 2005) e Winnipeg Blue Bombers (2000-2005).

## Palmarès

### Franchigia
- Super Bowl : 1

Washington Redskins: XXVI
- National Football Conference Championship: 1

Washington Redskins: 1991

### Individuale
- CFL All-Star: 1

1998
- Outland Trophy - 1989

## Statistiche
| Partite totali | 146  |
| Sack           | 31,5 |
| Intercetti     | 1    |